# Thierry Marchaisse
Thierry Marchaisse est un éditeur et essayiste français, né en 1955. Normalien, docteur ès lettres, il travaille pendant vingt ans aux éditions du Seuil, d'abord collaborateur à partir de 1986 de François Wahl puis responsable et créateur de collections à la retraite de celui-ci en 1989, il y collabore notamment avec Paul Veyne, Gérard Genette, François Jullien, Alain Badiou ou Barbara Cassin. Il quitte le Seuil en 2006 et devient directeur général des éditions Epel en 2007. En 2011 il co-fonde avec Isabelle Simatos les Éditions Thierry Marchaisse, maison indépendante et généraliste qui édite aussi bien des ouvrages de Moustapha Safouan ou de Michel Winock que des romans.

## Formation
Ancien élève de l’École normale supérieure, Thierry Marchaisse a suivi un triple cursus en philosophie, logique mathématique et en lettres. Il est docteur ès lettres.

## Parcours d’éditeur

### Vingt ans au Seuil
Il entre aux éditions du Seuil en 1986 comme conseiller littéraire, collaborateur de François Wahl, auprès de qui il se forme au métier d’éditeur dans le secteur des sciences humaines. En 1989, F. Wahl prend sa retraite et « lui passe le flambeau ». Thierry Marchaisse coordonne dès lors les collections L’ordre philosophique, Des travaux, Poétique et les revues Communications et Poétique. Il attire au Seuil une nouvelle génération de directeurs de collection. Barbara Cassin vient ainsi reprendre la direction de L’ordre philosophique avec le philosophe Alain Badiou ; Alain de Libera vient codiriger avec Jean-Claude Milner et Paul Veyne, la collection Des travaux.
Il lance trois nouvelles collections.
En 1989, il cofonde Sources du savoir avec le physicien Jean-Marc Lévy-Leblond. Ils y publieront notamment Gödel, Turing, Galilée, Einstein, Heisenberg, Schrödinger, Descartes, Dürer, D'Arcy Wentworth Thompson, Alberti, etc. En 1991, il fonde la collection d’essais Chemins de pensée, ouverte par Penser au Moyen Âge d’Alain de Libera, et où seront notamment publiés Stanley Cavell, Antoine Compagnon, Michèle Le Dœuff. En 1995, il cofonde, avec le philosophe Dominique Séglard, la collection Traces écrites, où ils publieront notamment Merleau-Ponty, Althusser, Hannah Arendt, Gadamer, Jankélévitch, Foucault, les cours de Roland Barthes. 
Il a également édité dans d’autres collections ou hors collection, en particulier : les Œuvres complètes de Roland Barthes, le Vocabulaire européen des philosophies de Barbara Cassin, Une histoire de la raison de François Châtelet, Éthique à l’usage de mon fils de Fernando Savater, Mahâbhârata de Madeleine Biardeau. Il a été l’éditeur entre autres de François Jullien, Paul Veyne, Jacques Derrida, Jean-Marie Schaeffer, Gérard Genette,, Jean-Claude Milner.
Il quitte le Seuil lors du rachat par La Martinière en 2006.

### Autres activités éditoriales
Il a été conseiller éditorial au Collège international de philosophie de 1996 à 2002, puis à l’Institut de la pensée contemporaine de 2002 à 2008, responsable de rédaction de la revue L’Agenda de la pensée contemporaine de 2005 à 2008 et directeur d’ouvrages chez Fayard de 2007 à 2009.
Il est, à partir de 2007, directeur des éditions Epel, dont le catalogue, axé autour de la psychanalyse, est ouvert aux champs connexes. La collection de Jean Allouch Les grands classiques de l’érotologie en fait le principal éditeur en France des Gender Studies.

### Éditions Thierry Marchaisse
Il crée les éditions Marchaisse en 2011 avec sa femme Isabelle Simatos. Leur catalogue mêle fiction et non fiction et propose d’emblée des genres très différents : essais, récits, romans, poèmes et contes.
Indépendante et généraliste, cette maison d’édition publie notamment Belinda Cannone, Sophie Caratini, Christian Doumet, Michaël Ferrier, Dominique Goy-Blanquet, Nathalie Heinich, François Laroque, Philip Larkin, Louis de Mailly, Maurice Godelier, Nicolle Rosen, Perrine Rouillon, Moustapha Safouan, Jean-Marie Schaeffer, Catriona Seth, Michel Winock.

## Publications

### Ouvrages
- Penser d'un dehors, Entretiens d'Extrême-Occident, Seuil, 2000, avec François Jullien
- Dépayser la pensée, Empêcheurs de penser en rond, 2003, direction
- Chine/Europe, percussions dans la pensée, PUF, 2005, direction avec Laurent Cornaz
- Comment Marcel devient Proust, Enquête sur l’énigme de la créativité, Epel, 2009
- L'indifférence à la psychanalyse : Sagesse du lettré chinois, désir du psychanalyste. Rencontres avec François Jullien, Paris, PUF, 2015, direction avec Laurent Cornaz
- Le Théorème de l'auteur, Logique de la créativité, Epel, 2016
- Le Théorème de Proust. Une cryptanalyse de la Recherche, Thierry Marchaisse, 2022
- Monsieur Hopop, Thierry Marchaisse, 2024

### Traductions de philosophie anglo-saxonne
- Richard Rorty, L'homme spéculaire, Seuil, 1990
- W.V. Quine, Quiddités, dictionnaire philosophique par intermittence, avec D. Goy-Blanquet, Seuil, 1992
- Saul Kripke, Règles et langage privé, introduction au paradoxe de Wittgenstein,  Seuil, 1996